# Curva estándar

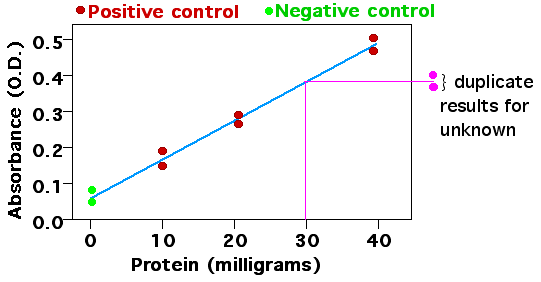
Un ejemplo de una curva estándar que muestra la absorbancia de diferentes concentraciones de proteína (dos ensayos para cada medición). La masa de proteína en una muestra diferente se determina determinando dónde debe ir en la curva estándar, en este caso, 30 miligramos.

Una curva estándar, también conocida como curva de calibración, es un tipo de gráfico que se utiliza como técnica de investigación cuantitativa. Se miden y grafican varias muestras con propiedades conocidas, lo que luego permite determinar las mismas propiedades para muestras desconocidas mediante interpolación en el gráfico. Las muestras con propiedades conocidas son los estándares y el gráfico es la curva estándar. La concentración de lo desconocido se puede calcular a partir de la masa en el ensayo.

## Ejemplo

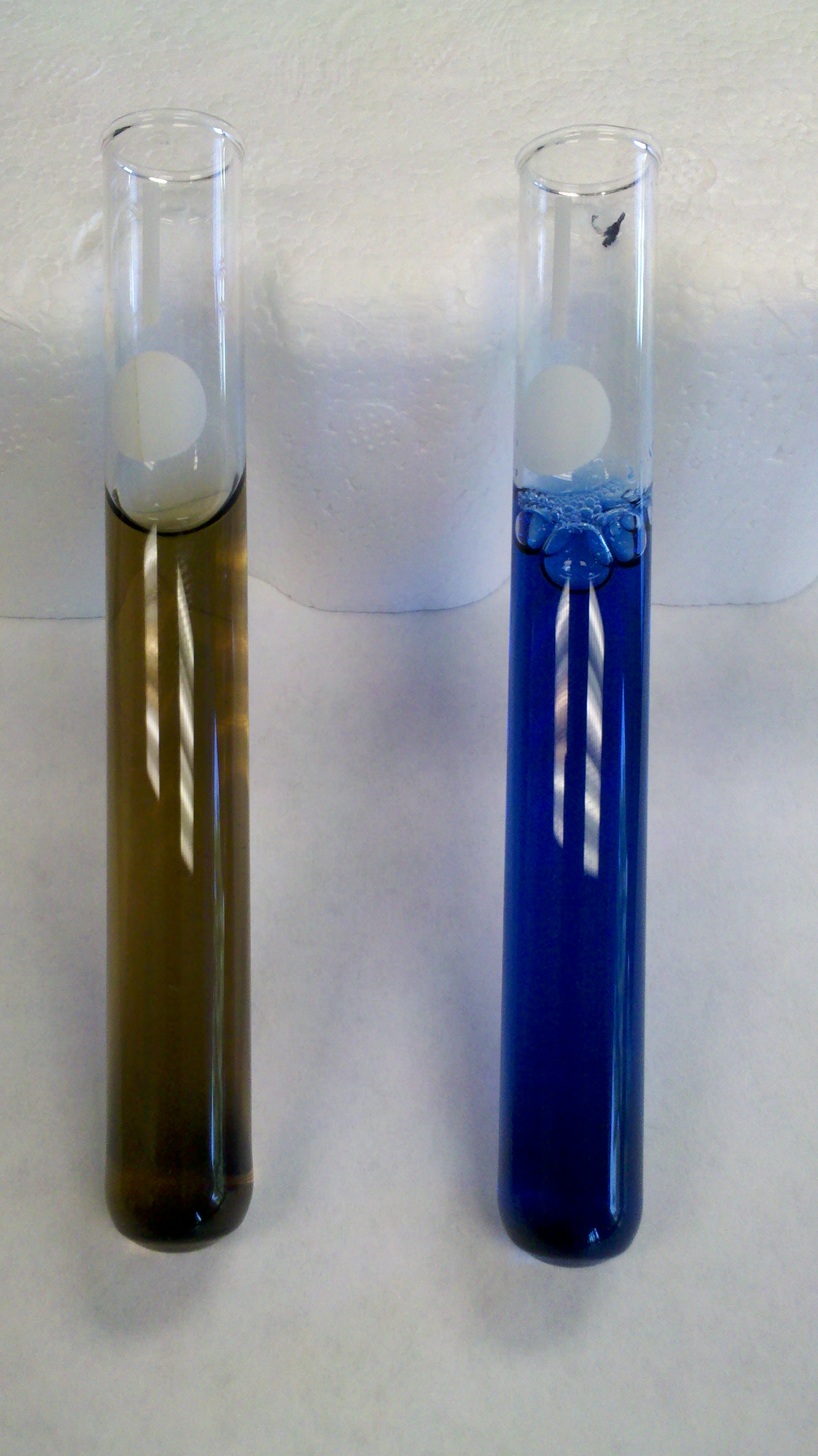
Muestras tratadas con el ensayo de Bradford. La muestra marrón (menor absorbancia) no contiene proteínas, mientras que la muestra azul (mayor absorbancia) contiene proteínas. La cantidad de proteína en la segunda muestra se puede determinar por comparación con una curva estándar.

El ensayo de Bradford es un ensayo colorimétrico que mide la concentración de proteínas. El reactivo azul de Coomassie se vuelve azul cuando se une a la arginina y los aminoácidos aromáticos presentes en las proteínas, aumentando así la absorbancia de la muestra. La absorbancia se mide usando un espectrofotómetro, a la frecuencia máxima de absorbancia (Amax) del tinte azul (que es 595 nm). En este caso, cuanto mayor es la absorbancia, mayor es la concentración de proteína.
Los datos de concentraciones conocidas de proteína se utilizan para hacer la curva estándar, trazando la concentración en el eje X y la medición del ensayo en el eje Y. A continuación, se realiza el mismo ensayo con muestras de concentración desconocida. Para analizar los datos, se ubica la medición en el eje Y que corresponde a la medición del ensayo de la sustancia desconocida y se sigue una línea para cruzar la curva estándar. El valor correspondiente en el eje X es la concentración de sustancia en la muestra desconocida.